# Halesus appenninus
Halesus appenninus là một loài Trichoptera trong họ Limnephilidae. Chúng phân bố ở miền Cổ bắc.